# Longueur de Rayleigh

Largeur du faisceau gaussien en fonction de la distance axiale. : taille de faisceau; : paramètre confocal; : Longueur Rayleigh; : écart angulaire total

En optique et en particulier en science des lasers, la longueur de Rayleigh ou gamme de Rayleigh, {\displaystyle z_{\mathrm {R} }}, est la distance le long de la direction de propagation d'un faisceau de la taille à l'endroit où l'aire de la section transversale est doublée. Un paramètre associé est le paramètre confocal, b, qui est égal à deux fois la longueur de Rayleigh. La longueur de Rayleigh est particulièrement importante lorsque les faisceaux sont modélisées comme des faisceaux gaussiens.

## Explication
Pour qu'un faisceau gaussien se propage dans l'espace libre le long d'un axe {\displaystyle {\hat {z}}} avec un nombre d'onde {\displaystyle k=2\pi /\lambda }, la longueur de Rayleigh est donnée par: 
{\displaystyle z_{\mathrm {R} }={\frac {\pi w_{0}^{2}}{\lambda }}={\frac {1}{2}}kw_{0}^{2}}
où {\displaystyle \lambda } est la longueur d'onde (la longueur d'onde du vide divisée par {\displaystyle n}, l'indice de réfraction) et {\displaystyle w_{0}} est la taille radiale du faisceau à son point le plus étroit. Cette équation et celles qui suivent supposent que la taille n'est pas extraordinairement petite; {\displaystyle w_{0}\geq 2\lambda /\pi }.
Le rayon du faisceau à distance {\displaystyle z} du point de resserrement est:
{\displaystyle w(z)=w_{0}\,{\sqrt {1+{\left({\frac {z}{z_{\mathrm {R} }}}\right)}^{2}}}.}
La valeur minimale de {\displaystyle w(z)} se produit à {\displaystyle w(0)=w_{0}}, par définition. À distance {\displaystyle z_{\mathrm {R} }} à partir de la taille du faisceau, le rayon du faisceau est augmenté d'un facteur {\displaystyle {\sqrt {2}}} et la section transversale par 2.

## Quantités liées
La dispersion angulaire totale d'un faisceau gaussien en radians est liée à la longueur de Rayleigh par: 
{\displaystyle \Theta _{\mathrm {div} }\simeq 2{\frac {w_{0}}{z_{R}}}.}
Le diamètre du faisceau à sa taille (taille du point focal) est donné par : 
{\displaystyle D=2\,w_{0}\simeq {\frac {4\lambda }{\pi \,\Theta _{\mathrm {div} }}}} .
Ces équations sont valables dans les limites de l'approximation paraxiale. Pour les faisceaux avec une divergence beaucoup plus grande, le modèle de faisceau gaussien n'est plus suffisamment précis et une analyse optique physique est nécessaire.